# Sävstaholm (äpple)

Sävstaholmsäpple (litografi av målning av Henriette Sjöberg (1842–1915)).

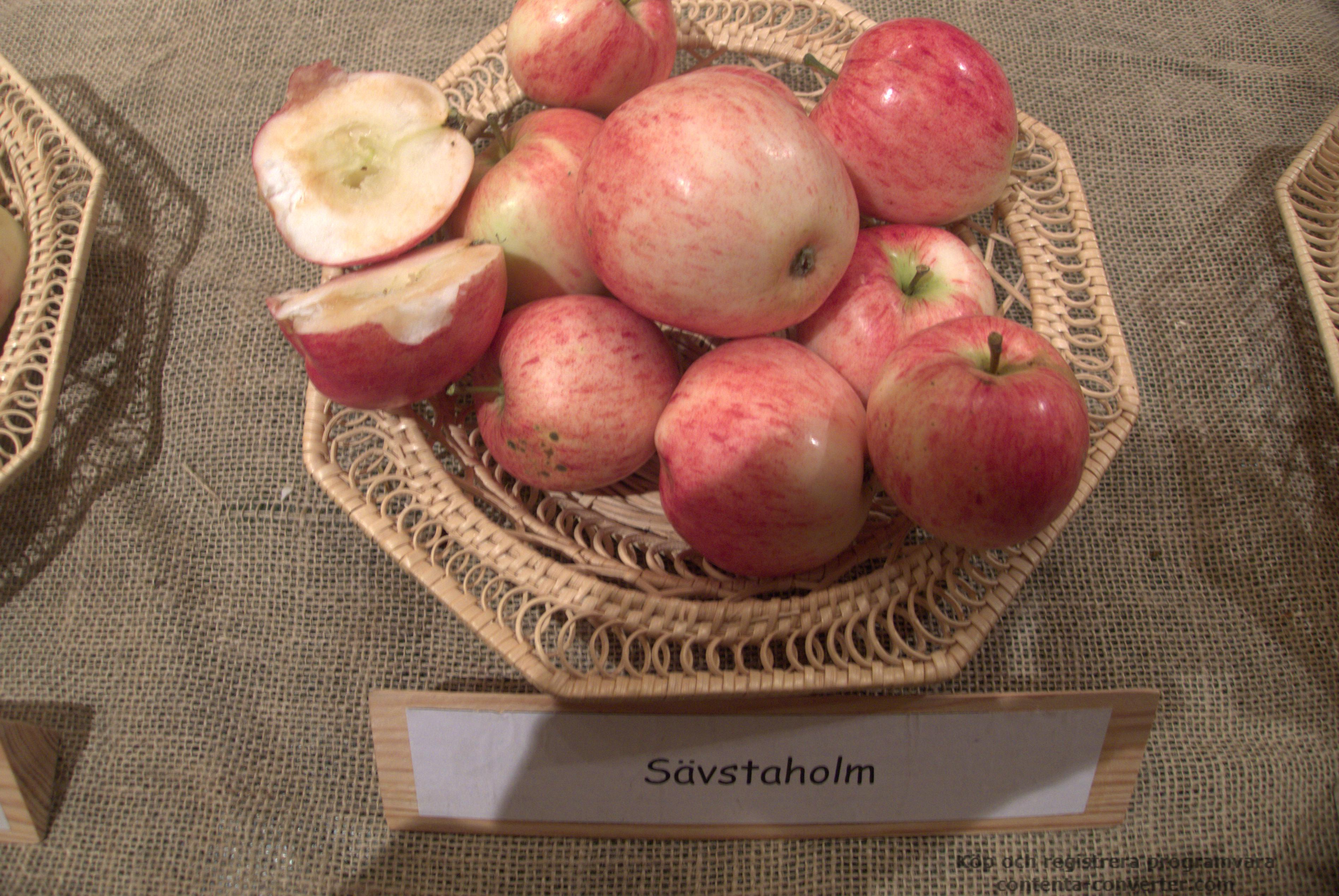
Sävstaholm-äpplen.

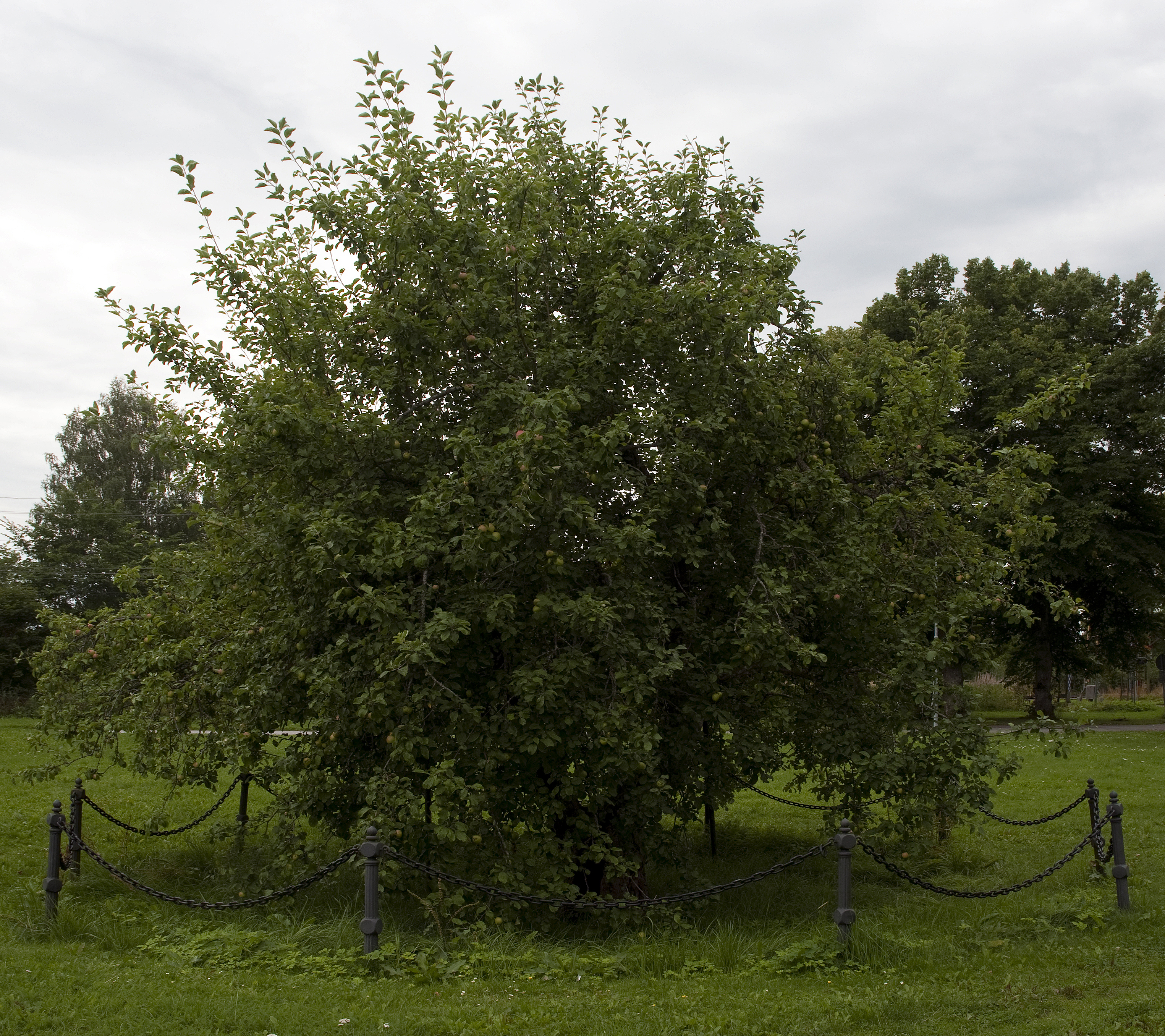
Moderträdet till Sävstaholmsträdet i Vingåker.

Sävstaholm är en sötsyrlig äppelsort med en god arom. Den härstammar från Sävstaholms slott i Vingåker. Sorten uppkom på 1830-talet och moderträdet, som är fridlyst sedan 1921, står fortfarande kvar i Vingåker. Typisk äppelstorlek: bredd 72 mm, höjd 65-67 mm, kärnhus bredd 45 mm, höjd 42 mm, kärnrum bredd 13 mm, höjd 26 mm, stjälk 28 mm.
I Sverige odlas Sävstaholm gynnsammast i zon II–VI. Normal skördetid i zon 1 är runt 28 augusti. I Mälardalen skördas Sävstaholm vanligen i mitten av september. Klimatet betyder mycket för denna sorts hållbarhet. I Skåne blir sorten snabbt mjölig (inom 1-2 veckor) men odlad i norra Norrland, håller sig sorten ända till jul.
Sävstaholm anses som en utmärkt pollenlämnare. Sävstaholm har självsterilitetsgenerna S1S?. Det finns även en röd form vid namn P J Bergius. Sävstaholm och Rött järnäpple är de äpplesorter i Sverige som anses ha bäst motståndskraft mot fruktträdskräfta. Sävstaholmsträd har sålts av de flesta svenska plantskolor. Sorten har även odlats i Norge, Danmark och Finland.